# Arend (tijdschrift)
Arend was een Nederlands stripblad en jeugdtijdschrift. Het is de Nederlandse versie van het Britse stripblad Eagle.
De uitgeverij Bureau Jeugdblad Arend-Wageningen hoorde bij een christelijke uitgeverij genaamd Zomer & Keuning. Het formaat was zoals het Engelse blad groter dan andere Nederlandse stripbladen. Het blad was deels in kleur gedrukt.

## Geschiedenis
Dominee Marcus Morris maakte zich zorgen over de invloed van de Amerikaanse comics op de Britse jeugd en creëerde dan in 1950 het stripblad Eagle met Britse strips. Samen met Frank Hampson maakte Morris dan de strip Dan Dare (Daan Durf) dat de belangrijkste strip van het blad werd. 
Vanaf oktober 1955 verscheen Arend. Ook bij dit tijdschrift groeide Daan Durf uit tot de belangrijkste strip van het blad. Uiteindelijk werd Arend stopgezet in 1966.

## Strips
In het tijdschrift verschenen alleen strips die geïmporteerd werden uit Engelse stripbladen. Het merendeel kwam uit Eagle. Het blad bevatte ook korte, educatieve strips.
Naast strips zoals Daan Durf en Joop Lantaarn, verschenen er ook gagstrips in het blad zoals Wouter Wegenwacht, De kleine drie, Harrie Twiet en Lettie Droeflot. Geleidelijk aan verdwenen de gagstrips en verschenen er steeds meer realistische stripverhalen in het tijdschrift.

## Andere rubrieken
Naast de strips had het tijdschrift ook feuilletons, Bijbelverhalen en puzzels. In het blad verschenen ook grote doorsnedetekeningen van vliegtuigen, schepen en andere toestellen.